# Liste des titres musicaux numéro un au Royaume-Uni en 2006
Cette page liste les titres classés no 1 des ventes de disques au Royaume-Uni pour l'année 2006 selon The Official Charts Company. 
Les classements hebdomadaires sont issus des 100 meilleures ventes de singles (UK Singles Chart) et des 100 meilleures ventes d'albums (UK Albums Chart). Ils prennent en compte les ventes physiques et digitales. Ils sont dévoilés le dimanche.

## Classement des singles
| №  | Date         | Artiste                                                                 | Titre                                                | Référence |
| -- | ------------ | ----------------------------------------------------------------------- | ---------------------------------------------------- | --------- |
| 1  | 1er janvier  | Shayne Ward                                                             | That's My Goal                                       |           |
| 2  | 8 janvier    | Shayne Ward                                                             | That's My Goal                                       |           |
| 3  | 15 janvier   | Shayne Ward                                                             | That's My Goal                                       |           |
| 4  | 22 janvier   | Arctic Monkeys                                                          | When the Sun Goes Down                               |           |
| 5  | 29 janvier   | The Notorious B.I.G. feat. Diddy, Nelly, Jagged Edge & Avery Storm (en) | Nasty Girl                                           |           |
| 6  | 5 février    | The Notorious B.I.G. feat. Diddy, Nelly, Jagged Edge & Avery Storm (en) | Nasty Girl                                           |           |
| 7  | 12 février   | Meck feat. Leo Sayer                                                    | Thunder in My Heart Again                            |           |
| 8  | 19 février   | Meck feat. Leo Sayer                                                    | Thunder in My Heart Again                            |           |
| 9  | 26 février   | Madonna                                                                 | Sorry                                                |           |
| 10 | 5 mars       | Chico                                                                   | It's Chico Time                                      |           |
| 11 | 12 mars      | Chico                                                                   | It's Chico Time                                      |           |
| 12 | 19 mars      | Orson                                                                   | No Tomorrow                                          |           |
| 13 | 26 mars      | Ne-Yo                                                                   | So Sick                                              |           |
| 14 | 2 avril      | Gnarls Barkley                                                          | Crazy                                                |           |
| 15 | 9 avril      | Gnarls Barkley                                                          | Crazy                                                |           |
| 16 | 16 avril     | Gnarls Barkley                                                          | Crazy                                                |           |
| 17 | 23 avril     | Gnarls Barkley                                                          | Crazy                                                |           |
| 18 | 30 avril     | Gnarls Barkley                                                          | Crazy                                                |           |
| 19 | 7 mai        | Gnarls Barkley                                                          | Crazy                                                |           |
| 20 | 14 mai       | Gnarls Barkley                                                          | Crazy                                                |           |
| 21 | 21 mai       | Gnarls Barkley                                                          | Crazy                                                |           |
| 22 | 28 mai       | Gnarls Barkley                                                          | Crazy                                                |           |
| 23 | 4 juin       | Sandi Thom                                                              | I Wish I Was a Punk Rocker (With Flowers in My Hair) |           |
| 24 | 11 juin      | Nelly Furtado                                                           | Maneater                                             |           |
| 25 | 18 juin      | Nelly Furtado                                                           | Maneater                                             |           |
| 26 | 25 juin      | Nelly Furtado                                                           | Maneater                                             |           |
| 27 | 2 juillet    | Shakira feat. Wyclef Jean                                               | Hips Don't Lie                                       |           |
| 28 | 9 juillet    | Lily Allen                                                              | Smile                                                |           |
| 29 | 16 juillet   | Lily Allen                                                              | Smile                                                |           |
| 30 | 23 juillet   | McFly                                                                   | Don't Stop Me Now / Please, Please                   |           |
| 31 | 30 juillet   | Shakira feat. Wyclef Jean                                               | Hips Don't Lie                                       |           |
| 32 | 6 août       | Shakira feat. Wyclef Jean                                               | Hips Don't Lie                                       |           |
| 33 | 13 août      | Shakira feat. Wyclef Jean                                               | Hips Don't Lie                                       |           |
| 34 | 20 août      | Shakira feat. Wyclef Jean                                               | Hips Don't Lie                                       |           |
| 35 | 27 août      | Beyoncé feat. Jay-Z                                                     | Déjà Vu                                              |           |
| 36 | 3 septembre  | Justin Timberlake                                                       | SexyBack                                             |           |
| 37 | 10 septembre | Scissor Sisters                                                         | I Don't Feel Like Dancin'                            |           |
| 38 | 17 septembre | Scissor Sisters                                                         | I Don't Feel Like Dancin'                            |           |
| 39 | 24 septembre | Scissor Sisters                                                         | I Don't Feel Like Dancin'                            |           |
| 40 | 1er octobre  | Scissor Sisters                                                         | I Don't Feel Like Dancin'                            |           |
| 41 | 8 octobre    | Razorlight                                                              | America                                              |           |
| 42 | 15 octobre   | My Chemical Romance                                                     | Welcome to the Black Parade                          |           |
| 43 | 22 octobre   | My Chemical Romance                                                     | Welcome to the Black Parade                          |           |
| 44 | 29 octobre   | McFly                                                                   | Star Girl                                            |           |
| 45 | 5 novembre   | Fedde le Grand                                                          | Put Your Hands Up For Detroit                        |           |
| 46 | 12 novembre  | Westlife                                                                | The Rose                                             |           |
| 47 | 19 novembre  | Akon feat. Eminem                                                       | Smack That                                           |           |
| 48 | 26 novembre  | Take That                                                               | Patience                                             |           |
| 49 | 3 décembre   | Take That                                                               | Patience                                             |           |
| 50 | 10 décembre  | Take That                                                               | Patience                                             |           |
| 51 | 17 décembre  | Take That                                                               | Patience                                             |           |
| 52 | 24 décembre  | Leona Lewis                                                             | A Moment Like This                                   |           |
| 53 | 31 décembre  | Leona Lewis                                                             | A Moment Like This                                   |           |

## Classement des albums
| №  | Date         | Artiste               | Titre                                         | Référence |
| -- | ------------ | --------------------- | --------------------------------------------- | --------- |
| 1  | 1er janvier  | Eminem                | Curtain Call: The Hits                        |           |
| 2  | 8 janvier    | The Strokes           | First Impressions of Earth                    |           |
| 3  | 15 janvier   | James Blunt           | Back to Bedlam                                |           |
| 4  | 22 janvier   | Hard-Fi               | Stars of CCTV                                 |           |
| 5  | 29 janvier   | Arctic Monkeys        | Whatever People Say I Am, That's What I'm Not |           |
| 6  | 5 février    | Arctic Monkeys        | Whatever People Say I Am, That's What I'm Not |           |
| 7  | 12 février   | Arctic Monkeys        | Whatever People Say I Am, That's What I'm Not |           |
| 8  | 19 février   | Arctic Monkeys        | Whatever People Say I Am, That's What I'm Not |           |
| 9  | 26 février   | Jack Johnson          | In Between Dreams                             |           |
| 10 | 5 mars       | Corinne Bailey Rae    | Corinne Bailey Rae                            |           |
| 11 | 12 mars      | David Gilmour         | On an Island                                  |           |
| 12 | 19 mars      | Corinne Bailey Rae    | Corinne Bailey Rae                            |           |
| 13 | 26 mars      | Journey South         | Journey South                                 |           |
| 14 | 2 avril      | Embrace               | This New Day                                  |           |
| 15 | 9 avril      | Morrissey             | Ringleader of the Tormentors                  |           |
| 16 | 16 avril     | The Streets           | The Hardest Way To Make an Easy Living        |           |
| 17 | 23 avril     | Shayne Ward           | Shayne Ward                                   |           |
| 18 | 30 avril     | Gnarls Barkley        | St. Elsewhere                                 |           |
| 19 | 7 mai        | Snow Patrol           | Eyes Open                                     |           |
| 20 | 14 mai       | Red Hot Chili Peppers | Stadium Arcadium                              |           |
| 21 | 21 mai       | Red Hot Chili Peppers | Stadium Arcadium                              |           |
| 22 | 28 mai       | Red Hot Chili Peppers | Stadium Arcadium                              |           |
| 23 | 4 juin       | Orson                 | Bright Idea                                   |           |
| 24 | 11 juin      | Sandi Thom            | Smile... It Confuses People                   |           |
| 25 | 18 juin      | Keane                 | Under the Iron Sea                            |           |
| 26 | 25 juin      | Keane                 | Under the Iron Sea                            |           |
| 27 | 2 juillet    | Lostprophets          | Liberation Transmission                       |           |
| 28 | 9 juillet    | Muse                  | Black Holes and Revelations                   |           |
| 29 | 16 juillet   | Muse                  | Black Holes and Revelations                   |           |
| 30 | 23 juillet   | Razorlight            | Razorlight                                    |           |
| 31 | 30 juillet   | Razorlight            | Razorlight                                    |           |
| 32 | 6 août       | James Morrison        | Undiscovered                                  |           |
| 33 | 13 août      | James Morrison        | Undiscovered                                  |           |
| 34 | 20 août      | Christina Aguilera    | Back to Basics                                |           |
| 35 | 27 août      | Snow Patrol           | Eyes Open                                     |           |
| 36 | 3 septembre  | Kasabian              | Empire                                        |           |
| 37 | 10 septembre | Snow Patrol           | Eyes Open                                     |           |
| 38 | 17 septembre | Justin Timberlake     | FutureSex/LoveSounds                          |           |
| 39 | 24 septembre | Scissor Sisters       | Ta-Dah                                        |           |
| 40 | 1er octobre  | Scissor Sisters       | Ta-Dah                                        |           |
| 41 | 8 octobre    | The Killers           | Sam's Town                                    |           |
| 42 | 15 octobre   | The Killers           | Sam's Town                                    |           |
| 43 | 22 octobre   | The Killers           | Sam's Town                                    |           |
| 44 | 29 octobre   | Robbie Williams       | Rudebox                                       |           |
| 45 | 5 novembre   | Girls Aloud           | The Sound of Girls Aloud: The Greatest Hits   |           |
| 46 | 12 novembre  | Jamiroquai            | High Times - Singles 1992-2006                |           |
| 47 | 19 novembre  | George Michael        | Twenty Five                                   |           |
| 48 | 26 novembre  | Westlife              | The Love Album                                |           |
| 49 | 3 décembre   | Take That             | Beautiful World                               |           |
| 50 | 10 décembre  | Take That             | Beautiful World                               |           |
| 51 | 17 décembre  | Take That             | Beautiful World                               |           |
| 52 | 24 décembre  | Take That             | Beautiful World                               |           |
| 53 | 31 décembre  | Take That             | Beautiful World                               |           |

## Meilleures ventes de l'année
| Singles | Albums |
| --- | --- |
| 1. Gnarls Barkley – Crazy 2. Leona Lewis - A Moment Like This 3. Shakira feat. Wyclef Jean – Hips Don't Lie 4. Scissor Sisters - I Don't Feel Like Dancin' 5. Sandi Thom - I Wish I Was a Punk Rocker (With Flowers in My Hair) 6. Infernal - From Paris to Berlin 7. Nelly Furtado - Maneater 8. Take That - Patience 9. Rihanna - SOS 10. Justin Timberlake – SexyBack | 1. Snow Patrol – Eyes Open 2. Take That - Beautiful World 3. Scissor Sisters - Ta-Dah 4. Arctic Monkeys - Whatever People Say I Am, That's What I'm Not 5. The Kooks - Inside In/Inside Out 6. Razorlight - Razorlight 7. Oasis - Stop the Clocks 8. Westlife - The Love Album 9. Pink - I'm Not Dead 10. James Morrison - Undiscovered |